# SV Lichtenberg 47
SV Lichtenberg 47 is een Duitse sportclub uit het Berlijnse stadsdeel Lichtenberg. De club is het meest bekend voor zijn voetbalafdeling, maar is ook actief in boksen, tafeltennis en kegelen.

## Geschiedenis
De wortels van de club gaan terug tot het in 1923 opgerichte LSC Germania. Onder druk van de NSDAP fuseerde de club in 1934 met LSC Stern en Rot-Weiß Lichtenberg en werd zo VfB 1923 Lichtenberg. Na het einde van de Tweede Wereldoorlog werden alle clubs in Duitsland ontbonden. In Berlijn werden allemaal nieuwe teams opgericht die de stadsdelen vertegenwoordigden. Zo kwam er in Lichtenberg SG Lichtenberg-Nord. Deze club speelde in de nieuwe Berliner Stadtliga, die uit vier reeksen bestond. Lichtenberg kon zich nog plaatsen voor het volgende seizoen dat slechts uit één reeks bestond, maar degradeerde dan. In 1947 werd dan de naam SC Lichtenberg 47 aangenomen. Ten tijde van de Duitse Democratische Republiek (DDR) werd de club acht keer kampioen in de Bezirksliga Oost-Berlijn. In het seizoen 1950/51 speelde de club in de DDR-Oberliga. In 2012 promoveerde de club naar de Oberliga en in 2019 naar de Regionalliga, waar de club vier seizoenen speelde..